# أنيت كامبل
أنيت كامبل (بالإنجليزية: Annette Campbell) هي رباعة بريطانية، ولدت في 24 أكتوبر 1961 في كمبرول ‏ في المملكة المتحدة.

## روابط خارجية
- أنيت كامبل على موقع اتحاد ألعاب الكومنولث (مؤرشف) (الإنجليزية)
- أنيت كامبل على موقع دورة ألعاب الكومنولث 2006 (مؤرشف) (الإنجليزية)